# Spedizione di soccorso
Spedizione di soccorso è un'antologia di racconti di fantascienza dello scrittore britannico Arthur C. Clarke, pubblicata dalla Mondadori nell'agosto 1978 nel numero 17 della collana Classici Fantascienza. La copertina è disegnata da Karel Thole.
I racconti originali sono stati scritti negli anni 1951, 1956, 1960, 1962, 1964.

## Titoli
- Spedizione di soccorso (Rescue Party, traduzione Ginetta Pignolo)
- Lezione di storia (History Lesson, traduzione Bianca Russo)
- Sua Altezza Spaziale (This Earth of Majesty, traduzione Bianca Russo)
- Superiorità (Superiority, traduzione Beata Della Frattina)
- Prima dell'Eden (Before Eden, traduzione Beata Della Frattina)
- Estate su Icaro (Summertime on Icarus, traduzione Beata Della Frattina)
- Gli anelli di Saturno (Saturn Rising, traduzione Beata Della Frattina)
- Seguendo la cometa (Into the Comet, traduzione Beata Della Frattina)
- La nube (Out of the Sun, traduzione Paolo Grossi, su concessione Giulio Einaudi Editore)
- La stella (The Star, traduzione F.L., su concessione Giulio Einaudi Editore)
- I nove miliardi di nomi di Dio (The Nine Billions Names of God, traduzione Carlo Fruttero, su concessione Giulio Einaudi Editore)

## Trame
- Spedizione di soccorso:

Una composita spedizione extraterrestre cerca di salvare gli eventuali sopravvissuti della Terra alla imminente trasformazione del sole in supernova. Sul pianeta non trovano nessuno, ma scoprono che gli abitanti della terra sono scappati su razzi; le conseguenze dell'incontro si scopriranno dopo vent'anni.
- Lezione di storia:

I ghiacciai hanno ricoperto tutta la terra, ma alcuni artefatti sono stati salvati religiosamente dagli ultimi sopravvissuti. Una spedizione venusiana di 5000 anni nel futuro trova un filmato e cerca di comprendere la vita sulla terra. Il filmato è però un cartone animato della Walt Disney.
- Sua Altezza Spaziale:

I viaggi spaziali sono diventati una comoda realtà; anche il Regno Unito ha ora a disposizione uno spazioporto. Il principe ereditario si imbarca come clandestino su una navicella spaziale per poter esplorare lo spazio.
- Superiorità:

Una guerra è persa da una razza molto più forte tecnologicamente perché cerca di ricorrere ad armi sempre più sofisticate, mentre il nemico riesce con il numero e la semplicità a vincere.
- Prima dell'Eden:

Gli umani arrivano su Venere, trovano l'acqua e la vita. Alla loro partenza, i virus e i batteri trasportati uccidono tutto.
- Estate su Icaro:

Icaro, un asteroide nei pressi di Mercurio, è utilizzato come base di ricerca. Uno scienziato si perde, fortunatamente nel lato in ombra, e viene salvato solo all'ultimo momento.
- Gli anelli di Saturno:

Uno dei primi astronauti che hanno visitato Saturno è contattato da un grande albergatore: diventerà in futuro un direttore di albergo su un satellite del pianeta.
- Seguendo la cometa:

La nave spaziale inviata per studiare una nuova cometa viene da essa intrappolata. solo l'utilizzo manuale dell'abaco riesce a sostituire i computer di bordo e a salvare la nave.
- La nube:

Da Mercurio si studia il Sole. Una violenta eruzione solare fa intravedere una particolare forma di vita al suo interno. Essa morirà al contatto con il - relativamente - freddo Mercurio
- La stella:

L'astrofisico di bordo, gesuita, è in crisi di fede poiché la supernova che sono andati a studiare pare proprio essere la stella che indicò ai Magi la nascita di Gesù.
- I nove miliardi di nomi di Dio:

I monaci tibetani hanno acquistato un computer che scriva in automatico tutti i possibili nomi di Dio. Al termine del lavoro il mondo dovrebbe terminare. I tecnici incaricati, temendo le reazioni dei monaci, scappano poco prima che il lavoro termini, ma le stelle cominciano a spegnersi...

## Edizioni
- Arthur C. Clarke, Spedizione di soccorso, collana Classici Fantascienza n° 17, Arnoldo Mondadori Editore, 1978.